# Exposición Universal de Gante (1913)
La Exposición Universal de Gante (1913) tuvo lugar del 26 de abril al 3 de noviembre de 1913 en Gante, Bélgica.

## Datos
- Superficie: 130 hectáreas.
- Países participantes. 26.
- Visitantes: 3.503.419.
- Coste de la Exposición: 3.300.000 $.